# Krzysztof Beck

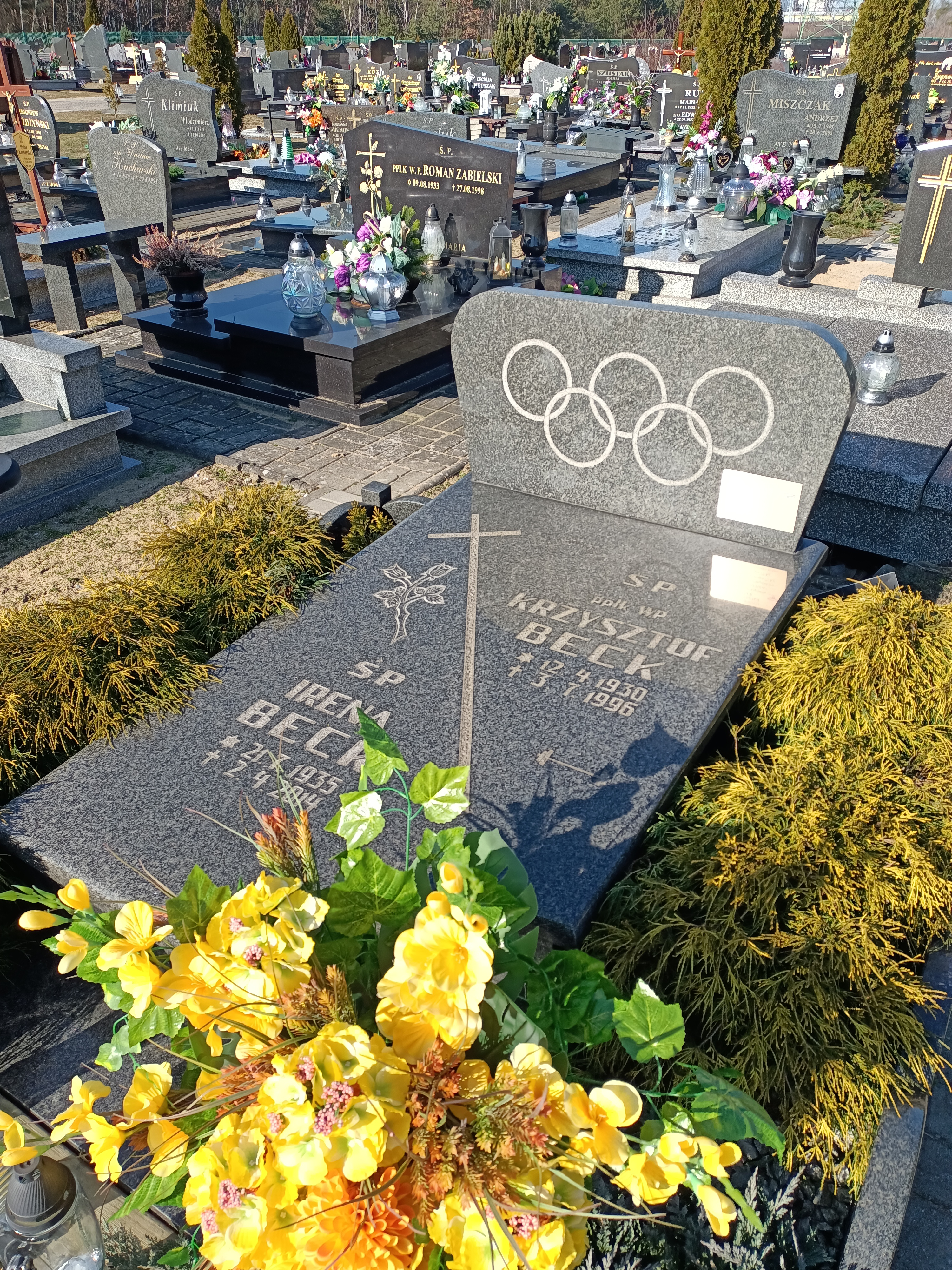
Grób Krzysztofa Becka na cmentarzu przy ul Wiślanej w Bydgoszczy

Krzysztof Juliusz Beck (ur. 12 kwietnia 1930 w Kołomyi, zm. 3 lipca 1996 w Bydgoszczy) – polski sztangista.

## Kariera sportowa
Uczestnik Letnich Igrzysk Olimpijskich 1956 w Melbourne i w LIO 1960 w Rzymie. Pierwszy w historii polski medalista mistrzostw Europy (brąz na ME w Monachium 1955, srebro na ME w Helsinkach 1956). Sześciokrotny mistrz Polski (w latach 1952-1957) i wicemistrz w roku 1960 (w kategorii 75 kg), 30-krotny rekordzista Polski. Związany z klubem Zawisza Bydgoszcz, gdzie od 2000 r. organizowany jest Memoriał im. Krzysztofa Becka.
Uczestnik mistrzostw świata w: Wiedniu (1954) - 11. miejsce, Monachium (1955) - 4. miejsce, Teheranie (1957) - 4. miejsce.